# La Montagne infidèle
La Montagne infidèle est un film français muet, réalisé par Jean Epstein, sorti en 1923. 

## Synopsis
Juin 1923 : en Sicile, l'Etna entre en éruption.

## Fiche technique
- Titre : La Montagne infidèle
- Réalisation : Jean Epstein
- Photographie : Paul Guichard
- Société de production : Pathé Frères
- Pays de production : France
- Format : Noir et blanc - 1,33:1 - 35 mm - Film muet
- Genre : Documentaire
- Durée : 33 minutes

## Sélection
- Festival « Toute la mémoire du monde » de la Cinémathèque française 2023[1]

## Autour du film
Considéré comme perdu, le film a pu être restauré grâce à une copie provenant d'une collection privée et léguée à la Filmoteca de Catalunya,.